# جماجم (قرية)
قرية جماجم هي قرية تقع في شمال غرب المملكة العربية السعودية وتقع قرية جماجم على مسافة 50 كلم شرق محافظة القريات الواقعة شمال غرب المملكة العربية السعودية.حيث يتوسطها. الطريق الممتد من القريات إلى الجوف وتبعد عن مدينة سكاكا حوالي 330 كلم وعن مدينة طبرجل حوالي 80 كلم.

## التسمية
يقال أن اسم جماجم جاء لكثرة وجود الجماجم في هذا المكان حيث يوجد بها تقريبا أربع مقابر وذلك ربما لكثرة الصراعات في هذه المنطقة في وقت سابق لدرجة ان جماجم البشر كانت ترى متناثرة ولفترة طويلة وربما يكون الاسم جاء من كونها من موارد الماء الغنية وكما هو معلوم فإن لمياه الآبار جمه فبعد استهلاك كمية كبيرة من ماء البئر فإن الساقي ينتظر ان يجم ماء البئر فيقال جم الماء جم وربما مع تكرار هذه الكلمة جاء اسم جماجم.
والإحداثيات لقرية جماجم لمستخدمي أجهزة الملاحة هو N3100384،E03740746